# 北アイルランド総督
北アイルランド総督（きたアイルランドそうとく、英語: Governor of Northern Ireland）は、北アイルランドにおける行政の長であり、イギリスの君主の公式な名代であった役職。この総督職は1922年12月9日に創設され、1973年7月18日に廃止された。

## 概要
北アイルランド総督職は、1922年12月9日に、イギリス政府の特許状によって創設された。その目的は、
ことにあった。
総督は、北アイルランド国璽 (Great Seal of Northern Ireland) を所有していた。
総督職は、日本語では同じく総督と訳されるアイルランド総督 (Lord Lieutenant of Ireland) の役割を北アイルランドにおいて継承するものであり、1921年5月3日に設けることが定められ、1973年7月18日に北アイルランド憲法 (Northern Ireland Constitution Act 1973) 第32条によって廃止された。総督の権能は、1973年12月20日の特許状によって、1972年に新設された北アイルランド担当大臣 (Secretary of State for Northern Ireland) に継承された。

## 公邸
北アイルランド総督の公邸は、ダウン県のヒルズバラ城 (Hillsborough Castle) であった。初代総督であったアバコーン公は、改装を行なった上で1925年にこの城に入った。1973年に総督職が廃止されるまで、ヒルズバラ城は北アイルランド総督の公邸であり続け、その後は北アイルランド担当大臣の公邸となった。

## 歴代総督
| 写真・肖像 | 在任中の爵位 氏名 （生没年）                                         | 就任           | 退任           |
| ---------- | -------------------------------------------------------------------- | -------------- | -------------- |
|            | 第3代アバコーン公爵 ジェイムズ・ハミルトン （1869年 - 1953年）       | 1922年12月12日 | 1945年9月6日   |
|            | 第4代グランヴィル伯爵 ウィリアム・ルーソン＝ゴア （1880年 - 1953年） | 1945年9月7日   | 1952年12月1日  |
|            | 第2代ウェイクハースト男爵 ジョン・ローダー （1895年 - 1970年）       | 1952年12月1日  | 1964年12月1日  |
|            | 初代レリックのアースキン男爵 ジョン・アースキン （1893年 - 1980年）  | 1964年12月1日  | 1968年11月27日 |
|            | ノーントンのグレイ男爵 ラルフ・グレイ （1910年 - 1999年）            | 1968年11月27日 | 1973年6月26日  |